# Sven Åkesson
Sven Oskar Göran Åkesson, född 19 februari 1902 i Kolbäcks församling, död 25 oktober 1991 i Lidingö församling, var en svensk läkare.
Sven Åkesson var son till förste provinsialläkaren Nils Åkesson och Ellen Agnes Nicoline Holmlund. Efter studentexamen i Visby 1920 studerade han vid Uppsala universitet och blev medicine kandidat 1924, medicine licentiat 1929 och medicine doktor 1936. Han blev 1938 docent och biträdande lärare i medicin vid Karolinska institutet och laborator vid medicinsk-fysiologiska laboratoriet på Karolinska sjukhuset, 1941 biträdande överläkare vid dess medicinska poliklinik och 1950 överläkare vid Sabbatsbergs sjukhus. Han var även 1951 läkare vid Svenska Röda Korsets fältsjukhus i Korea och 1952 dess chef. Hans tryckta skrifter behandlar främst ämnen inom elektrokardiografin.